# Юань Юйбай
Юань Юйбай (род. май 1956, Гунъань) — китайский адмирал (июль 2019), атомный подводник. Член ЦК КПК 19-го созыва. В 2017—2021 годах командующий Южным театром боевого командования НОАК. В 2014—2017 годах командующий Северным флотом ВМС НОАК, где служил прежде длительное время. С августа 2021 года зампред Комитета по вопросам социального развития Всекитайского собрания народных представителей.
Являлся командиром военно-морской базы, начальником штаба Северного флота ВМС НОАК. В 2013 году назначен замкомандующего Северного флота ВМС НОАК.
В 2014 году назначен заместителем командующего Цзинаньского военного округа и командующим Северным флотом ВМС НОАК, в 2016 году к последней должности стал также замкомандующего Северным театром боевого командования НОАК.
В 2017 году вице-адмирал Юань Юйбай сменил генерала Wang Jiaocheng в должности командующего Южным театром боевого командования НОАК.